# Анджело Моссо
Анджело Моссо (італ. Angelo Mosso; 30 травня 1846, Турин, Італія — 24 листопада 1910, Турин) — італійський фізіолог, який винайшов метод нейровізуалізації.

## Життєпис
Анджело Моссо вивчав медицину в Турині, Флоренції, Лейпцигу та Парижі. 1876 року Анджело Моссо став у Турині професором фармакології, а у 1880 році професором фізіології.
Головні заслуги його стосуються експериментальної фізіології. За допомогою свого плетизмографа він досліджував рух кровоносних судин під впливом психічного збудження. Його гідросфигмограф показує коливання пульсу при розумовій діяльності; ергограф описує криву втоми м'язів людського передпліччя і вимірює вироблену цими м'язами роботу; за допомогою тонометра вимірював він інші прояви втоми. Він також на особливих вагах демонстрував зміни в кровообігу, що відбуваються уві сні, при мозковій діяльності тощо. У своїх дослідженнях він довів, що залежно від величини емоційної напруги людини змінюється ряд фізіологічних показників. Ним було встановлено, що тиск крові в судинах та частота пульсу змінюються при зміні емоційного стану обстежуваної особи. Пізніше матеріали цих експериментів були опубліковані в його монографії «Страх».
З численних своїх праць він велику кількість надрукував у «Archives italienues de biologie», заснованих ним у 1882 році. Окремо видані праці Моссо стосуються діагностики пульсу, кровообігу в людському мозку, страху, втомі, температури мозку та інше. Його мемуари «Su la circolazione del sangue nel cervelle de l l'uomo» отримали премію Національної академії деї Лінчеї. 
У 1897 році Анджело Моссо був обраний до Шведської королівської академії наук.
Анжело Моссо сказав:
|  | Фізичні вправи можуть замінити безліч ліків, але жодні ліки в світі не можуть замінити фізичних вправ. |

## Праці
- «Die Diagnostik des Pulses» (1879)
- «Sulla paura» (1884)
- «La paura» (1891)
- «La fatica» (1891)
- «La Temperatura del cervello» (1894)
- «Fisiologia dell' uomo sulle Alpi» (1897)
- «L'espressione del dolore» (1889)
- «Mens Sana in Corpore Sano» (1903)
- «Vita moderna degli Italiani» (1905)
- «Escursioni nel mediterraneo e gli scavi di Creta» (1907)
- «La preistoria: original della civilta mediterranea» (1910)